# Assembleias dos Irmãos
Os Assembleias dos Irmãos ou Irmãos de Plymouth são diversos grupos cristãos protestantes adenominacionais com origem em Dublin, na Irlanda, por volta de 1825.

## Nomenclatura
Também chamados de Darbistas embora muitos de seus correlegionários rejeitem qualquer nomenclatura. No Brasil são mais conhecidos como Casa de Oração e em Portugal como Assembleia dos Irmãos. Outro nome comum em alguns países é de Igreja dos Irmãos, Irmãos Unidos, Irmãos Livres, Gospel Hall Brethren (Estados Unidos) ou Biserica Creștină după Evanghelie (Romênia).

## História
Os primeiros irmãos eram membros da ala evangélica da Igreja da Inglaterra e oriundos de igrejas protestantes livres que começaram a se reunir na Irlanda e Grã-Bretanha. Um dos seus primeiros líderes foi John Nelson Darby, que pretendia restaurar um cristianismo simples e expunha a Bíblia com um paradigma teológico dispensacionalista.
O movimento ganhou rapidamente adeptos em áreas historicamente não-protestantes, como a Europa latina, o Oriente Médio, Índia, China, Filipinas e América Latina; contudo, suas congregações consistiam de pequenos grupos.
O movimento sofreu várias divisões, como entre os irmãos abertos e os exclusivos, além de surgirem formas nativas do movimento dos irmãos, principalmente em Kerala, Índia e o movimento do pequeno rebanho liderado por Watchman Nee.

### História em Portugal
A primeira presença do movimento em Portugal ocorreu em 1854 pelo engenheiro químico inglês Thomas Chegwin, que iniciou uma missão entre os trabalhadores das minas de cobre no Palhal (Albergaria-a-Velha). Outro engenheiro britânico, George Colby Mackrow, chega em 1875 e passa a reunir com alguns ingleses em 1877 convida o missionário Richard Holden a vir a Portugal e abriu primeiro templo de uma igreja dos irmãos, em Lisboa - o das Amoreiras.
A Assembleia dos Irmãos publica o hinário "Hinos e Cânticos Espirituais". Existe também um registro jurídico unificado, sob o nome "Comunhão de Igrejas de Irmãos em Portugal", que abriga a maior parte das assembleias, embora haja grupos menores que permanecem não-afiliados.

## Doutrinas e práxis
As igrejas dos irmãos ao redor do mundo possuem alguns distintivos históricos que os caracterizaram através dos anos. Embora haja divergência em alguns pontos, a maioria de suas igrejas locais valorizam:
- A autonomia das igrejas locais, sem a necessidade de "prestar contas" à uma hierarquia superior

- Liderança múltipla composta por presbíteros (ou anciãos)

- Ministério da Palavra aberto aos membros que tenham o dom espiritual, de acordo com o conceito de "sacerdócio universal de todos os santos"

- A não divisão dos crentes entre "Clero" e "Leigos"

- Celebração da santa ceia aos domingos, sem a necessidade de um "sacerdote" ou de qualquer autoridade eclesiástica para abençoar os emblemas

- O uso de cobertura (ou "véu") pelas irmãs nos cultos públicos da igreja local

- Crença na autoridade inerrante da Bíblia, a partir de uma linha doutrinária dispensacionalista e não-pentecostal

- Evangelismo como missão fundamental da Igreja de Cristo, estimulando os crentes a praticar o evangelismo pessoal

- Expansão por meio de "pontos de pregação" em locais estratégicos ao evangelismo, normalmente realizado nas casas.

## Casa de Oração
"Casa de Oração" é o nome associado no Brasil às igrejas protestantes adenominacionais oriundas do movimento "Irmãos de Plymouth". Embora também seja conhecida como “Igreja dos Irmãos Unidos”, seus líderes rejeitam qualquer nomenclatura dada ao movimento, pois acreditam que a Igreja de Cristo é única e que portanto devem fugir de nomes sectaristas. O nome originou-se no Brasil devido ao fato da expressão "Casa de Oração" ser comumente colocada no topo dos templos onde se reúnem.
A Igreja chegou ao Brasil em 1878 através do missionário inglês Richard Holden fixando no Rio de Janeiro. Holden inicialmente frequentou a Igreja Evangélica Fluminense, mas influenciado pelas ideias do ministro e escritor britânico, John Nelson Darby, iniciou a organizar igrejas seguindo estes princípios.
Anos mais tarde, em 1896 um outro missionário inglês, Stuart Edmund McNair, plantou várias Igrejas em Minas Gerais, Espírito Santo, Rio de Janeiro e São Paulo. O ano de 1901 foi marcado com o início do trabalho dos "Irmãos" na região de Carangola-MG. Mais tarde, em 1907, McNair vai para a Inglaterra e Portugal e se dispõe a evangelizar estudantes em Coimbra. Em 1913, McNair volta para o Brasil e vai residir em Carangola, Minas Gerais. Inaugura no ano seguinte em Conceição, Distrito de Carangola a primeira Casa de Oração no Brasil, construída especificamente para local de reunião dos irmãos. Essa igreja permanece em atividade até os dias de hoje. Considerado 'berço' da Casa de Oração, o município de Carangola, na Zona da Mata, possui atualmente mais de 6 templos, incluindo um Acampamento Bíblico (Acampamento Bíblico de Conceição) próximo a BR-482.
Embora tenha grande expressão nos Estados de Minas Gerais e Rio de Janeiro, a Igreja dos Irmãos espalhou-se através dos anos para vários Estados da Federação Brasileira. Calcula-se que em 2008 havia 92 igrejas locais instaladas no Estado do Espírito Santo, 66 no Estado de Rondônia e 62 no Estado de São Paulo, enquanto que Estados como Alagoas, Maranhão, Roraima e Sergipe não possuem registros de templos instalados. No total, calcula-se que haja em torno de 756 templos espalhados pelo Brasil.

## Membros notáveis
- F.F. Bruce — erudito bíblico.
- Aleister Crowley[2] — Ocultista, cresceu na comunidade dos Irmãos Exclusivos. Se tornou um rebelde ao Cristianismo, vivendo uma vida voltada ao satanismo. (ver referência sobre o assunto).
- John Nelson Darby[3] — pregador e teólogo.
- Jim Elliot — missionário morto pelos Waodani no Equador.[4]
- Peter Fleming — missionário morto pelos Waodani no Equador.
- Philip Henry Gosse[5] — Naturalista e biólogo marinho.
- Lancelot Hogden, zoólogo, político e linguista britânico
- Richard Holden – missionário no Brasil.
- John Eliot Howard — químico
- Maurice Koechlin —  engenheiro-chefe na construção da Torre Eiffel.
- George Müller[6] — fundador do Orfanato de Bristol e pregador.
- Watchman Nee – líder do movimento das ‘igrejas locais’ na China[7]
- Luis Palau[8] — Evangelista argentino-americano.
- Smith Wigglesworth[9] — pregador pentecostal.
- Orde Wingate[10] — general britânico.